# ويلهثيو
ويلثيو، ويلثو أو ويلهيو (بالإنجليزية: Wealhþēow)‏

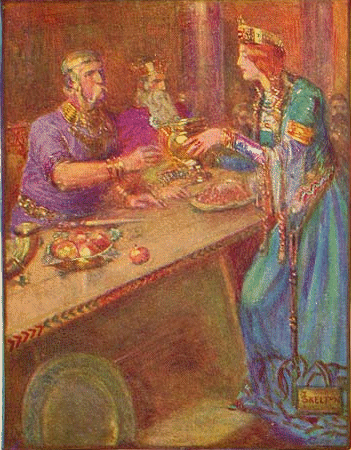
الملكة ويلثيو كمضيفة للولائم.

(نطقها [ɑ̯wæɑ̯lxθeːo̯w])؛ أيضًا Wealhtheow أو Wealthow؛ (اللغة الإنجليزية القديمة: Ƿealhþēoƿ) هي ملكة الدنماركيين في قصيدة اللغة الإنجليزية القديمة، بيوولف، تم تقديمها لأول مرة في السطر 612.